# Daihatsu Storia
Daihatsu Storia (яп. ダイハツ・ストーリア, хепбёрн Daihatsu Sutōria) — субкомпактный автомобиль, выпускавшийся с 1998 по 2005 год японской компанией Daihatsu. Пришёл на смену Charade, параллельно с которым выпускался в течение года. На японском рынке автомобиль продавался под названием Toyota Duet (яп. トヨタ・デュエット, хепбёрн Toyota Deyuetto) в роли преемника Corolla II. На международных рынках, за исключением нескольких стран, индексом Storia обозначалось первое поколение Daihatsu Sirion.

## История
В 1997 году на Токийском автосалоне был представлен концепт-кар NCX. Производство было намечено на 1998 год. Автомобиль имеет дизайн в стиле ретро с хромированными элементами. Название «Storia» в переводе с итальянского означает «история».
В 2000 году Daihatsu Storia прошёл первый фейслифтинг. В моторную гамму были добавлены двигатели DVVT (включая 1,3-литровый). Изменения также коснулись задних фонарей (были добавлены фонари заднего хода), радиаторной решётки, интерьера и системы управления. Продажи обновлённой модели были начаты в мае 2000 года на японском рынке и в 2001 модельном году в Великобритании и Австралии.
В декабре 2001 года автомобили Storia/Sirion/Duet прошли второй фейслифтинг. Изменения коснулись радиаторной решётки и бампера. На некоторых рынках были удалены серебристые акценты по бокам (сохранены для модели GTvi на австралийском рынке). Приборная панель и интерьер были переработаны. В Австралии продажи начались в марте 2002 года.
В 2005 году Daihatsu Storia был снят с производства. Преемником стал Daihatsu Boon (индексом Boon обозначалось второе поколение Daihatsu Sirion на международных рынках).

## Двигатели
Автомобили Storia/Duet (за пределами Японии — Sirion) оснащались двумя бензиновыми двигателями (с многоточечным впрыском топлива): трёхцилиндровым двигателем объёмом 989 см3, мощностью 44 кВт (59 л. с.) и 1,3-литровым четырёхцилиндровым двигателем мощностью 64 кВт (86 л. с.), который был добавлен в моторную гамму в 2000 году. Коробка передач — пятиступенчатая механическая или же четырёхступенчатая автоматическая. На европейском рынке автомобили продавались в комплектациях Sirion и Sirion+ с кондиционером, центральным замком и другим оборудованием. В конце 2000 года автомобили стали продаваться в комплектациях E, EL и SL (с 1,3-литровым двигателем мощностью 102 л. с.).
По состоянию на 2001 год, 1,3-литровые двигатели развивали мощность 76 кВт (102 л. с.), обеспечивали разгон до 100 км/ч за 9,6 секунды и развивали максимальную скорость 179 км/ч. Средний расход топлива 1,3-литрового двигателя составлял 21,1 км/л, а средний расход топлива двигателя объёмом 989 см3 — 21,85 км/л.
До начала 2001 года на австралийском рынке автомобили Daihatsu Storia продавались только с двигателем объёмом 989 см3, а с начала 2001 года также продавались модели GTvi с 1,3-литровым двигателем мощностью 75 кВт (101 л. с.) при 7500 об/мин. В Австралии Daihatsu Storia GTvi начал продаваться с полуавтоматической трансмиссией только в 2002 году. Коробка передач — четырёхступенчатая автоматическая, с электронным управлением и последовательным режимом, активируемым переключателем на приборной панели, а затем выбором передачи кнопками на рулевом колесе.

## Модификации
В Великобританию поставлялись эксклюзивные раллийные версии Sirion: Rally 2 (с передним приводом) и Rally 4 (с полным приводом). Мощность двигателей раллийных версий увеличена до 81 кВт (109 л. с.), время разгона от 0 до 100 км/ч составляло 8,1 секунды, а максимальная скорость — 185 км/ч.
4Track (за пределами Японии — 4WD) — полноприводная версия модели с 1,3-литровым двигателем. F-Speed — версия с автоматической трансмиссией, которую можно переключать с помощью кнопки на приборной панели для последовательного переключения передач на рулевом колесе.
Версия под названием Storia X4 была выпущена для гонок в Японии. Модель имеет полноприводную компоновку с передним и задним дифференциалами повышенного трения и приводится в движение двигателем JC-DET объёмом 713 см3, мощностью 88 кВт (118 л. с.).

## Галерея

### Storia

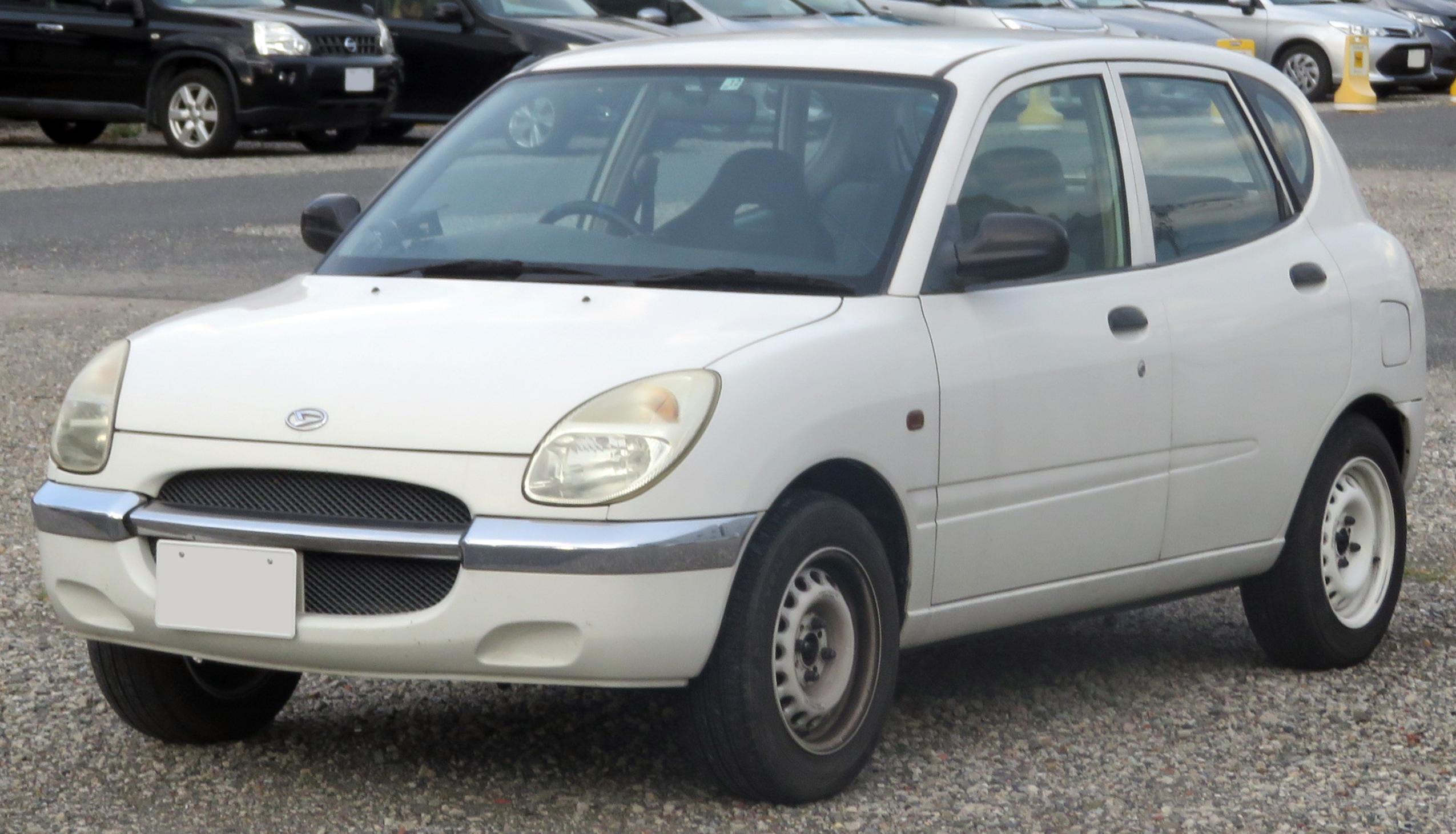
1998—2000 Storia X4 (M112S; Япония)
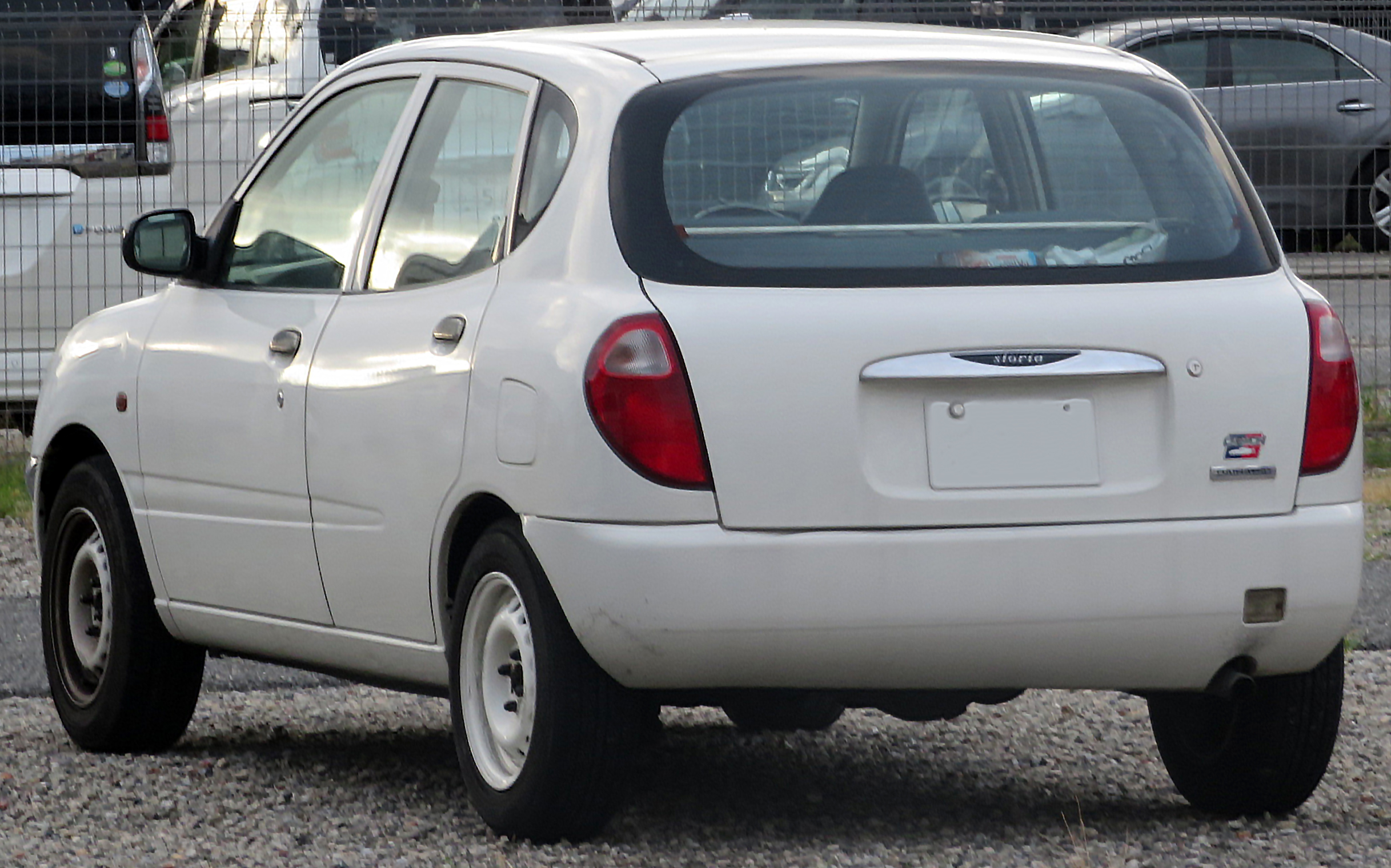
1998—2000 Storia X4 (M112S; Япония)
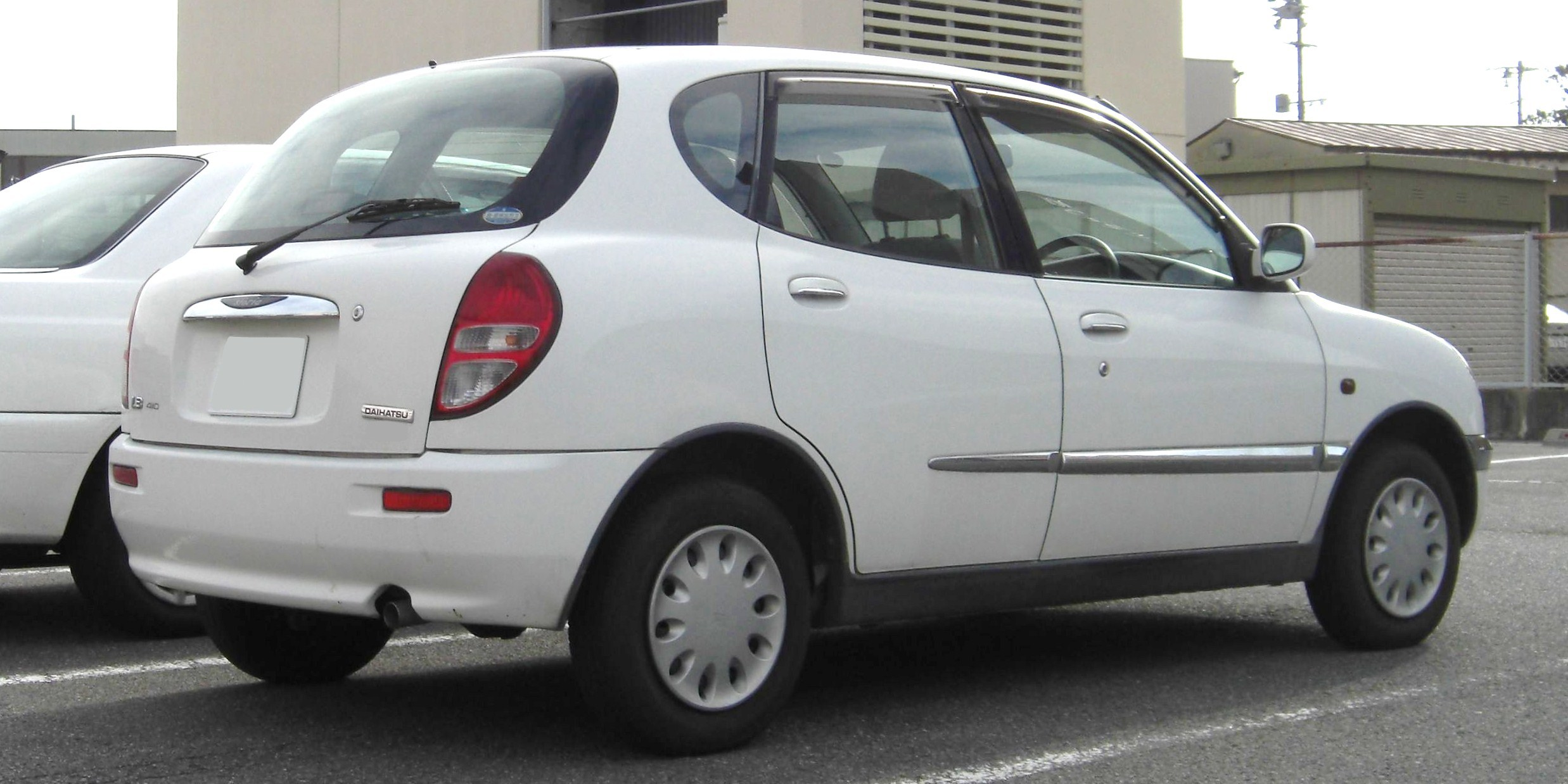
2000—2001 Storia (M100S; Япония)
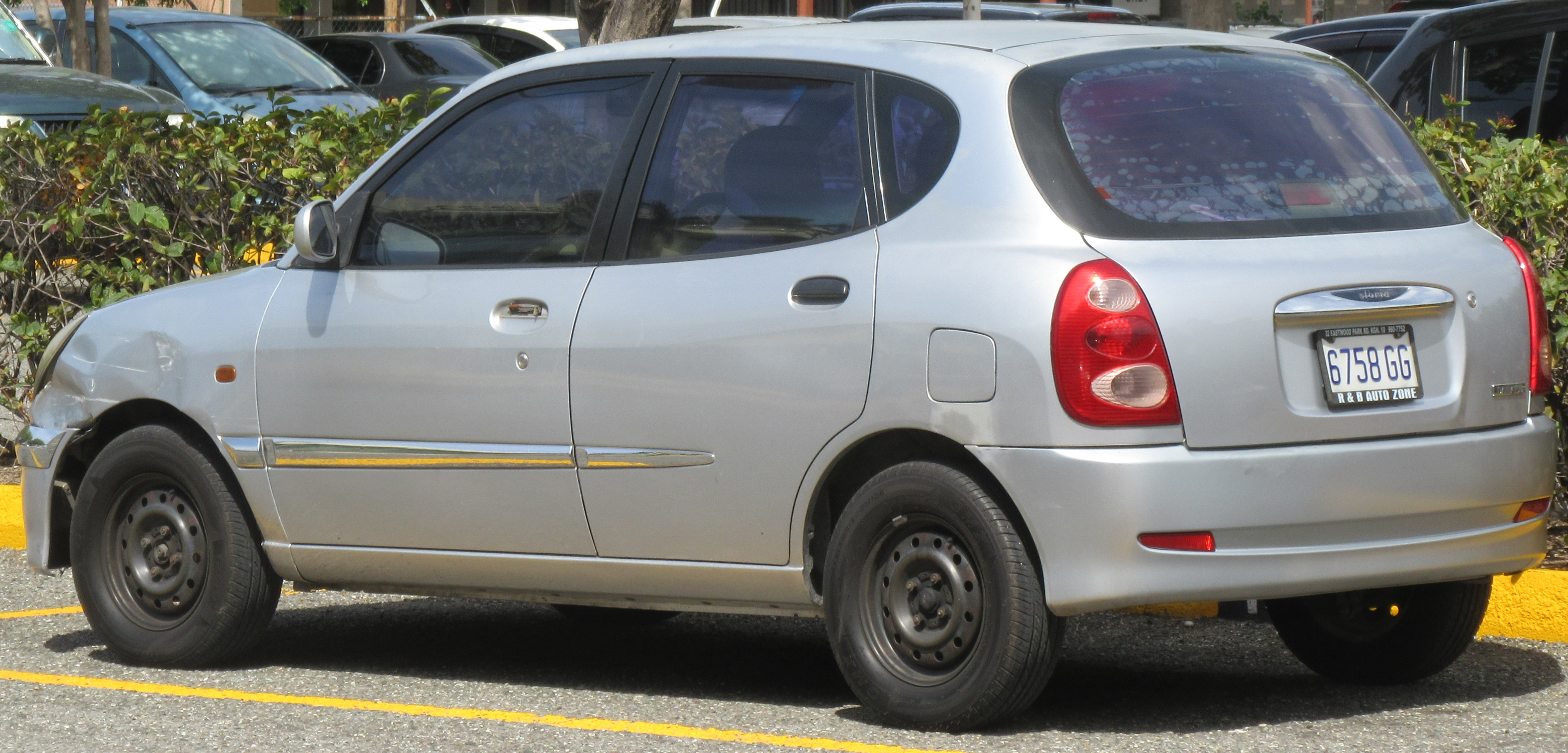
2001—2004 Storia (M100S; фейслифтинг, Япония)

### Sirion

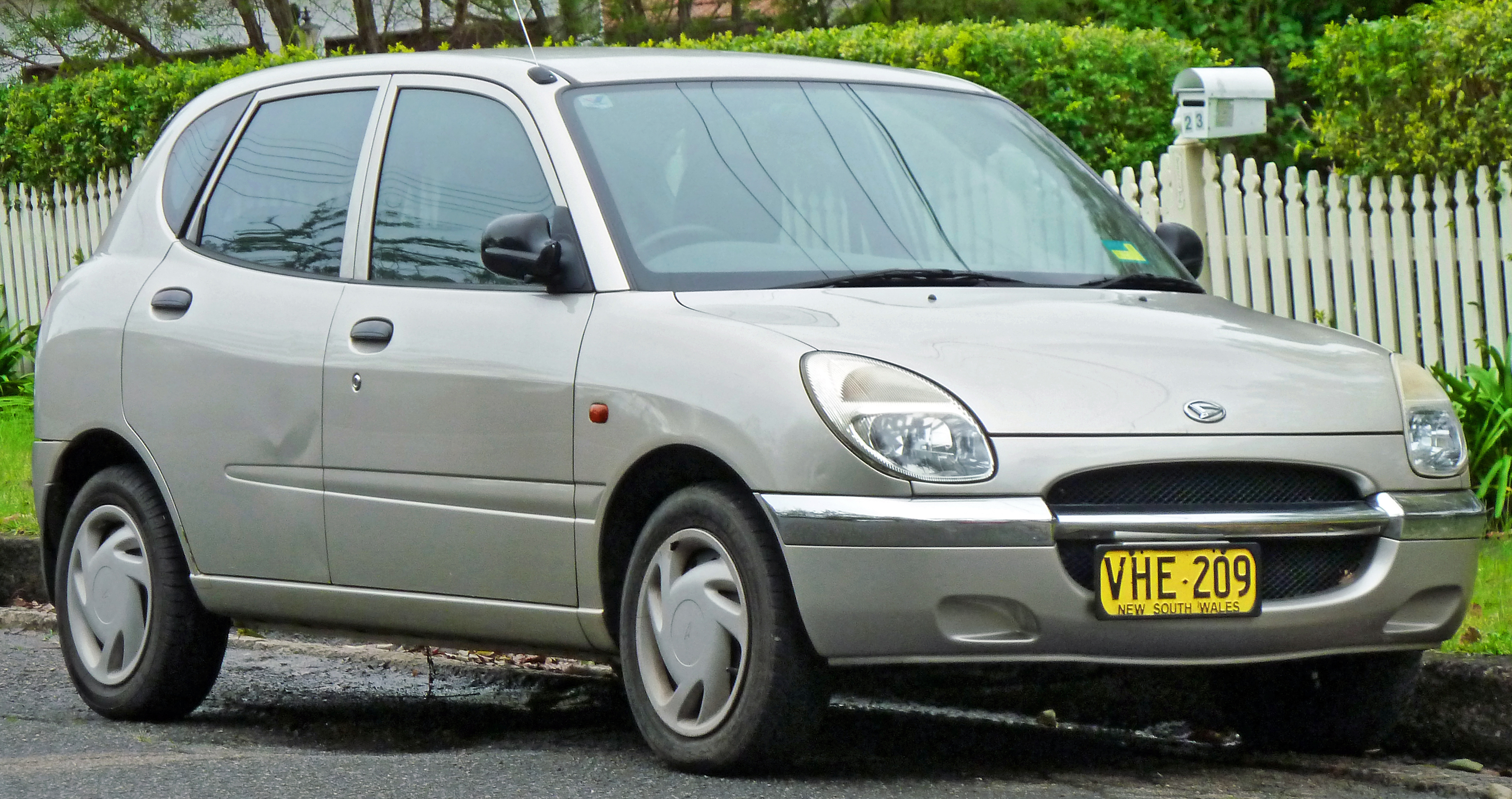
1998—2001 Daihatsu Sirion (M100RS; Австралия)
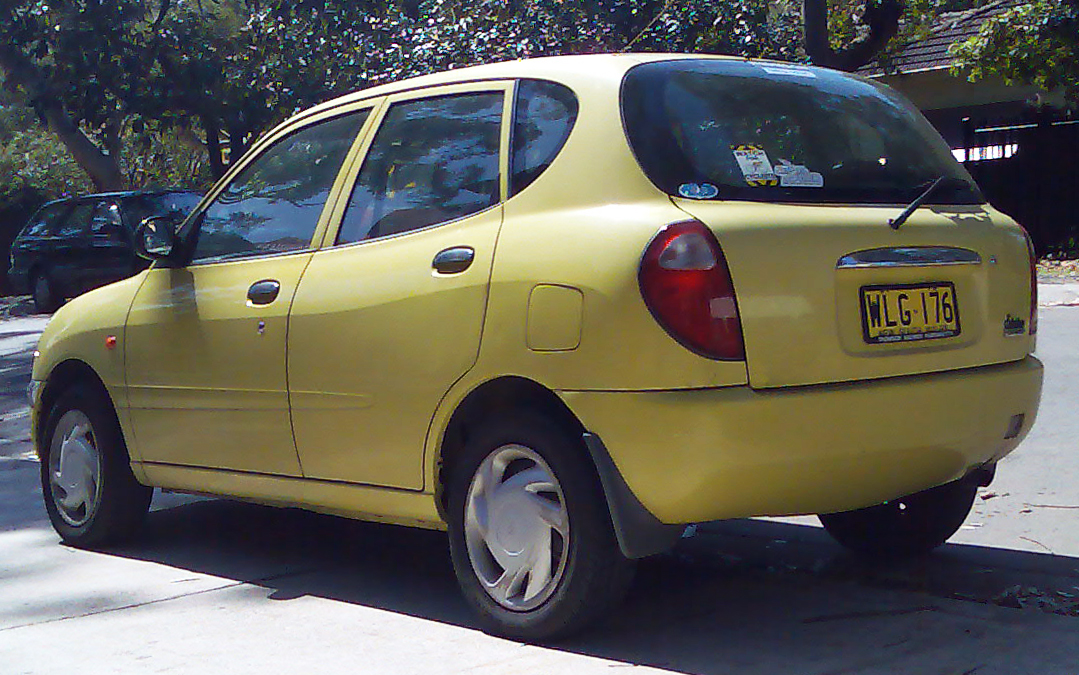
1998—2001 Sirion (M100RS; Австралия)
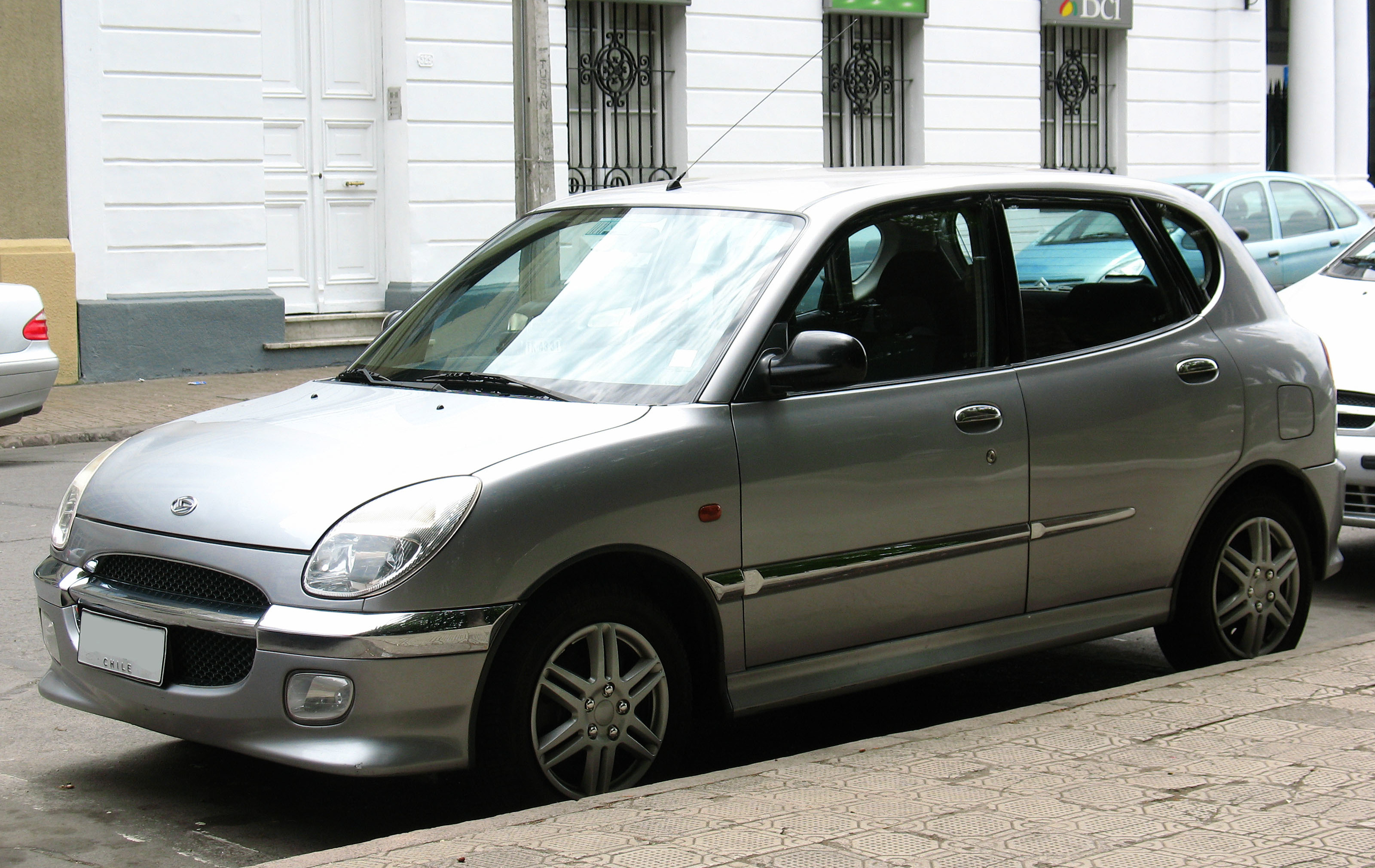
2001 Sirion 1.3 (Чили)
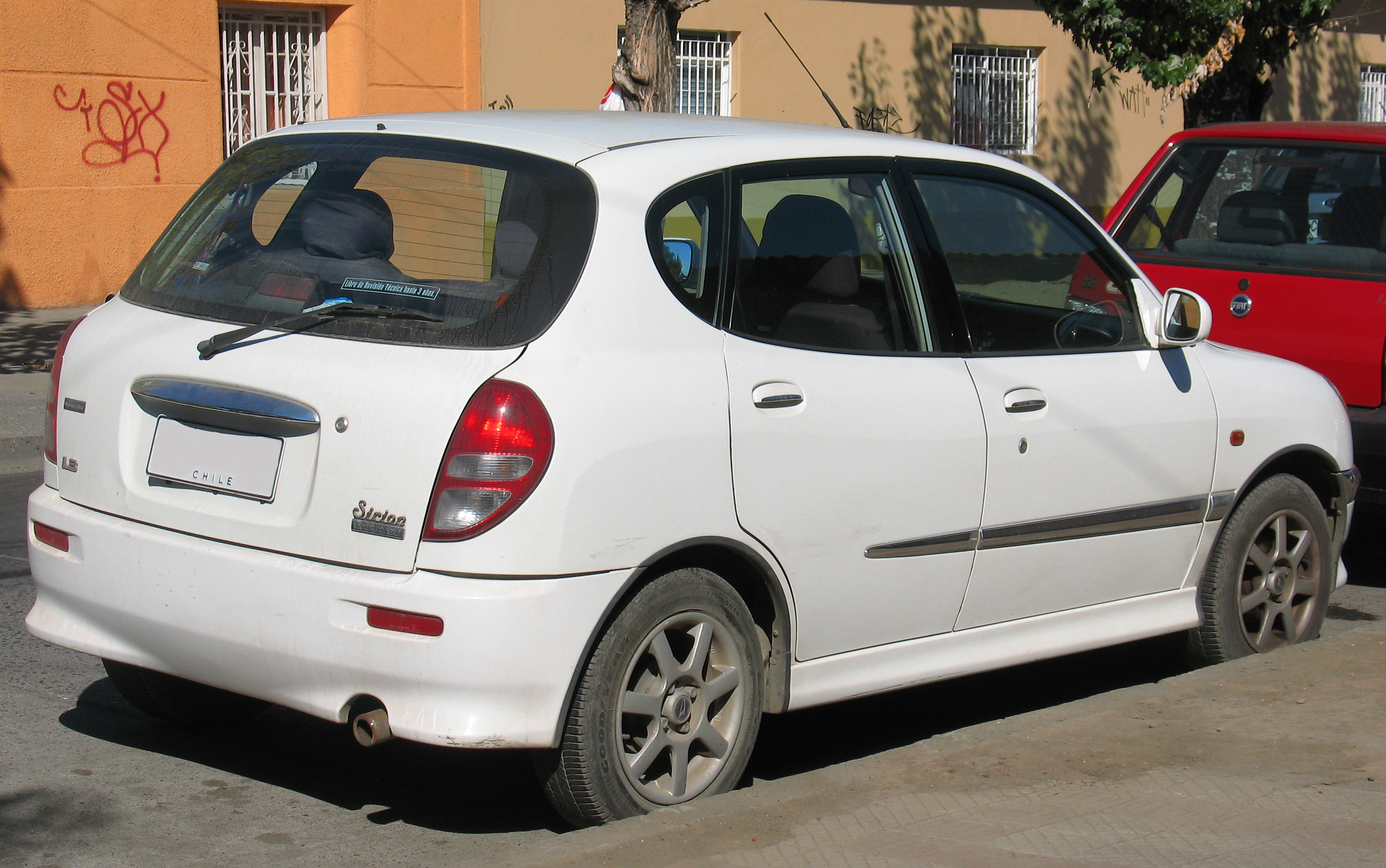
2003 Sirion 1.3 (Чили)
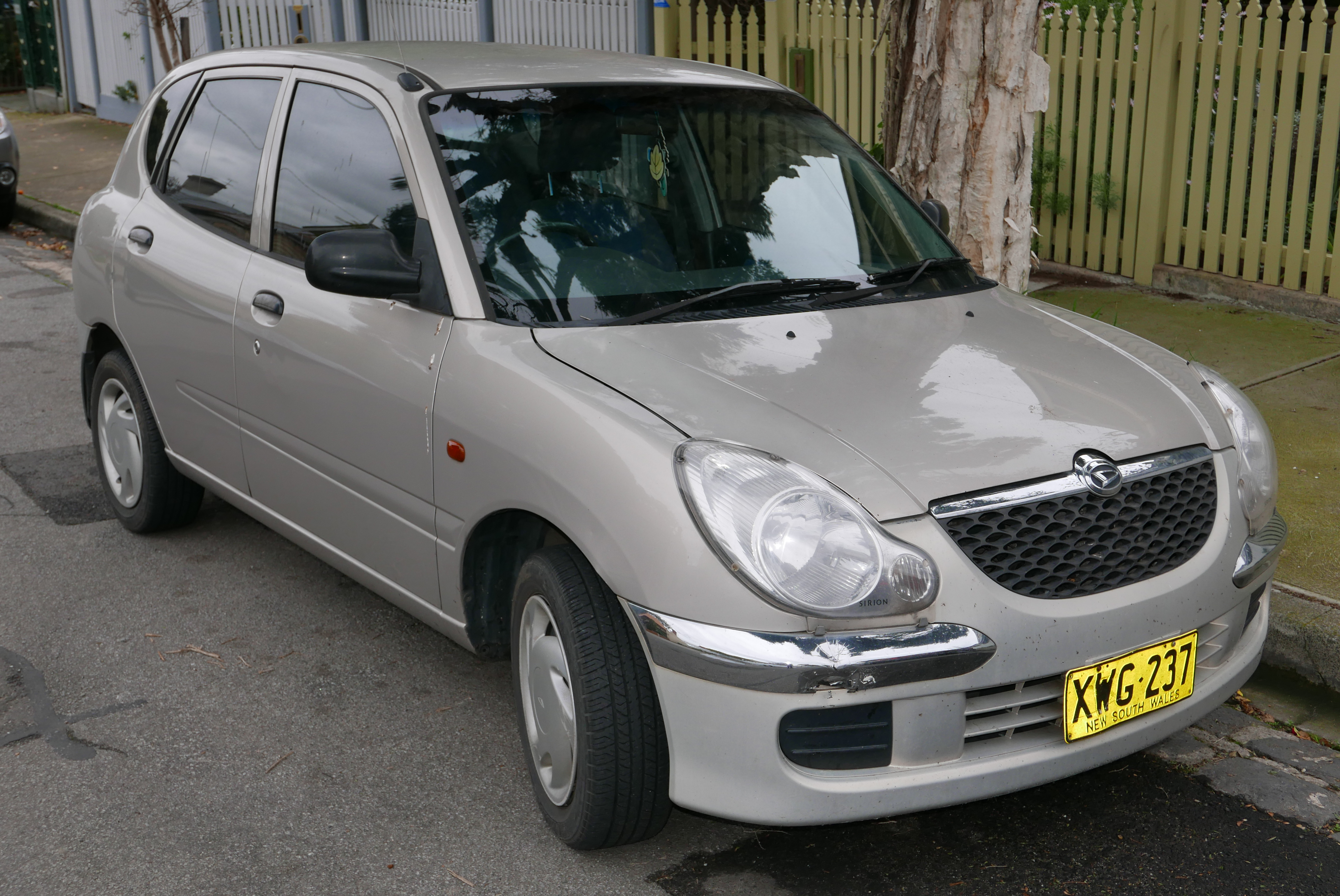
2002 Sirion (M100RS; Австралия)
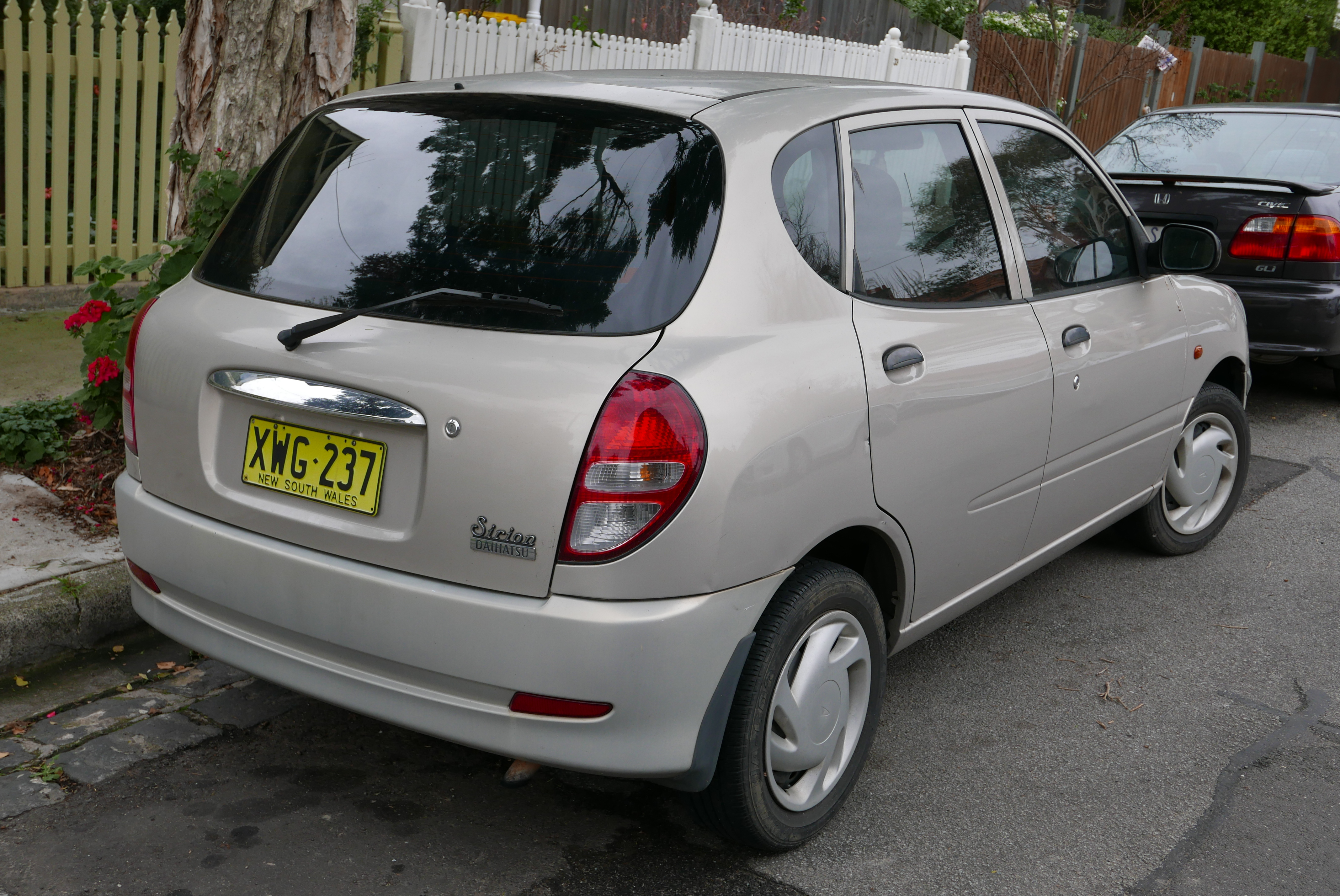
2002 Sirion (M100RS; Австралия)
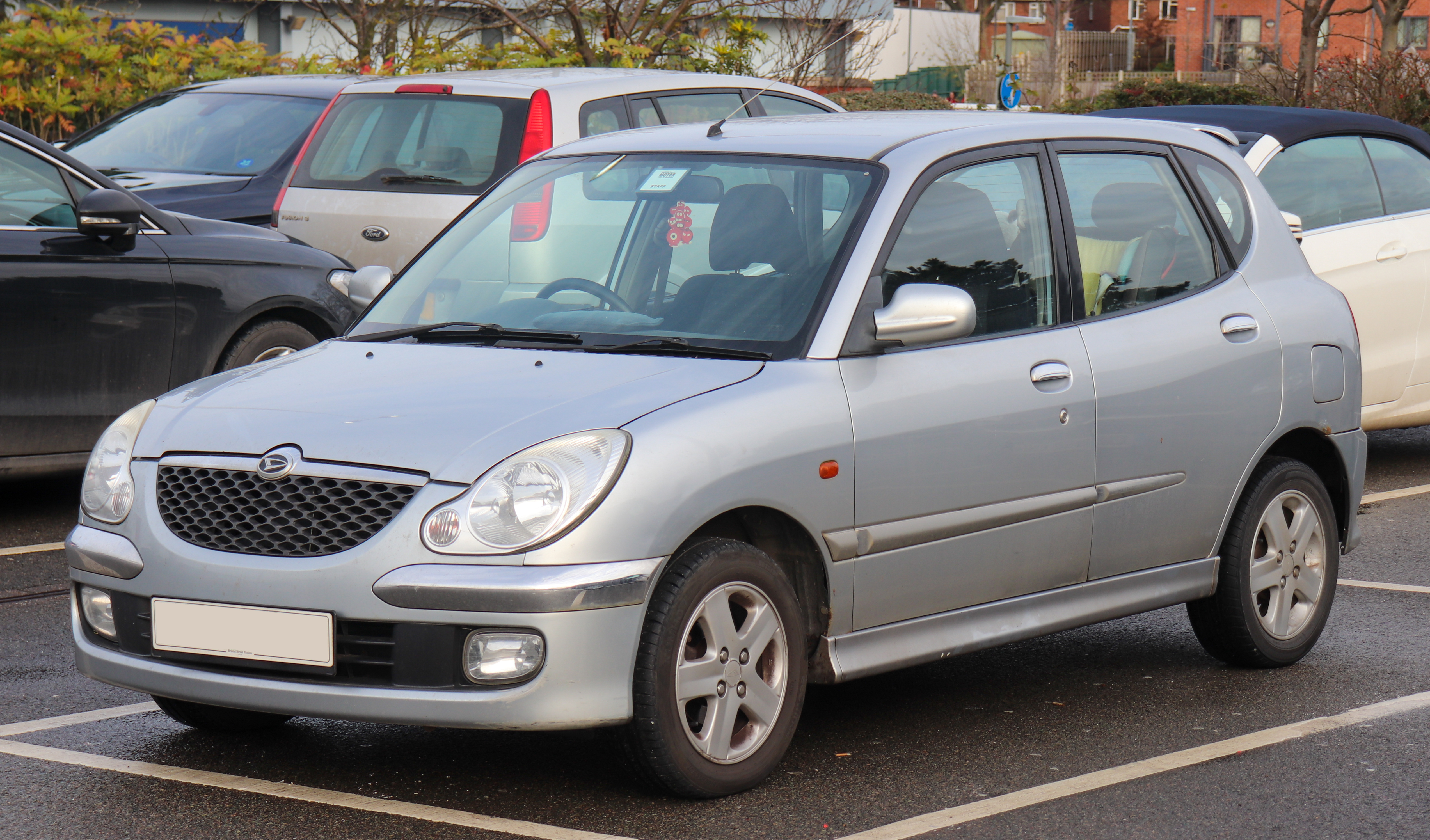
2003 Sirion F-Speed (M101RS; Великобритания)
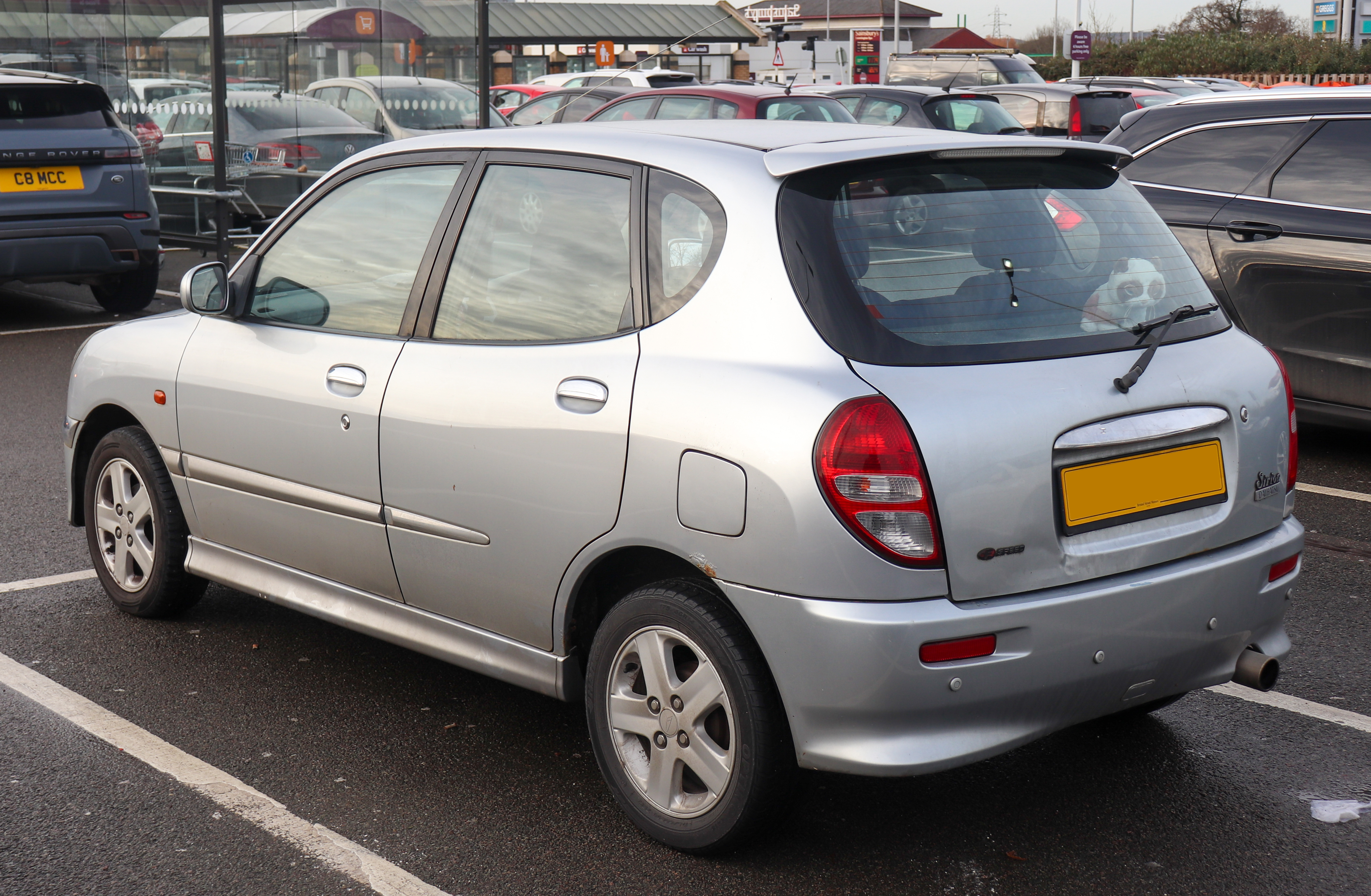
2003 Sirion F-Speed (M101RS; Великобритания)

### Duet

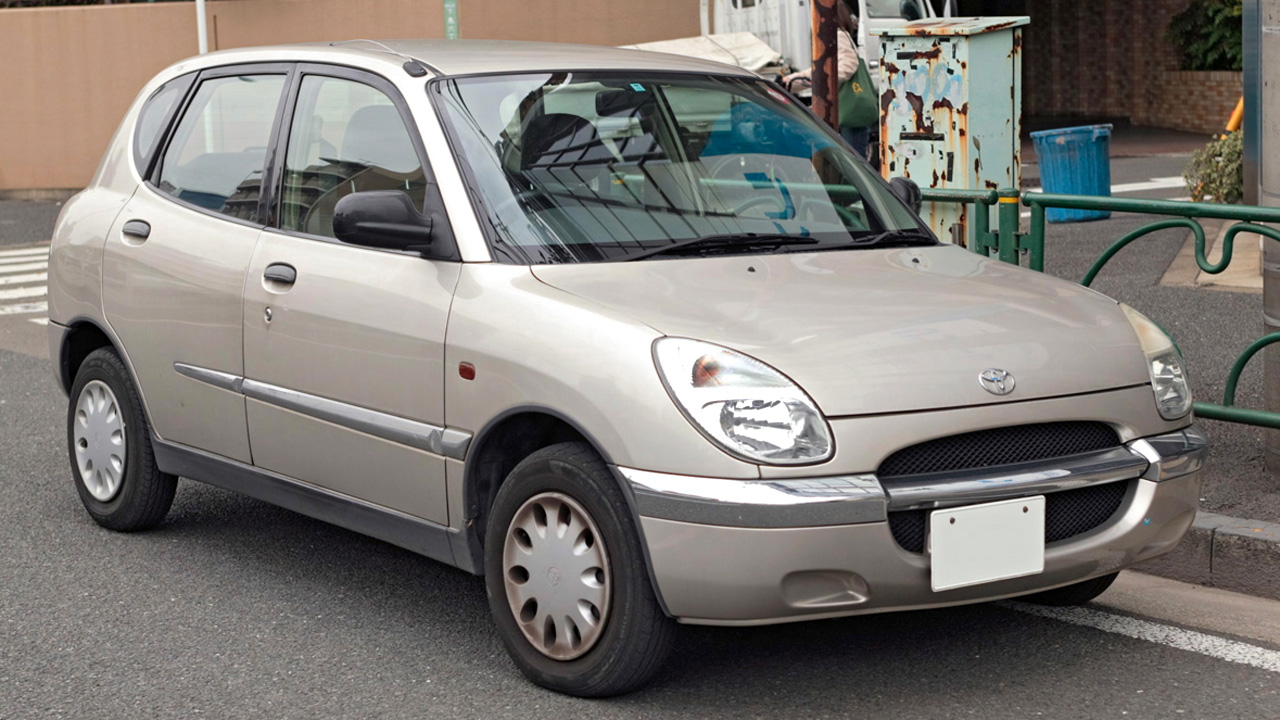
Toyota Duet 1.0 V (M100A; Япония)
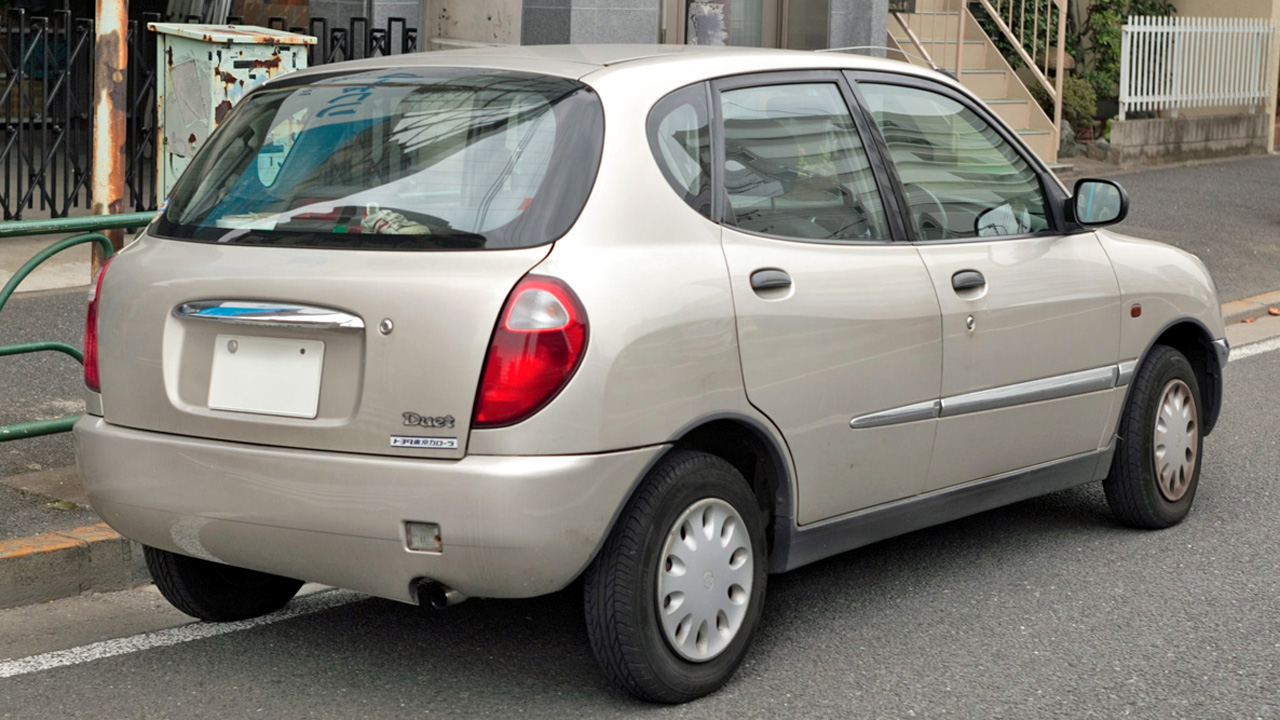
Duet 1.0 V (M100A; Япония)
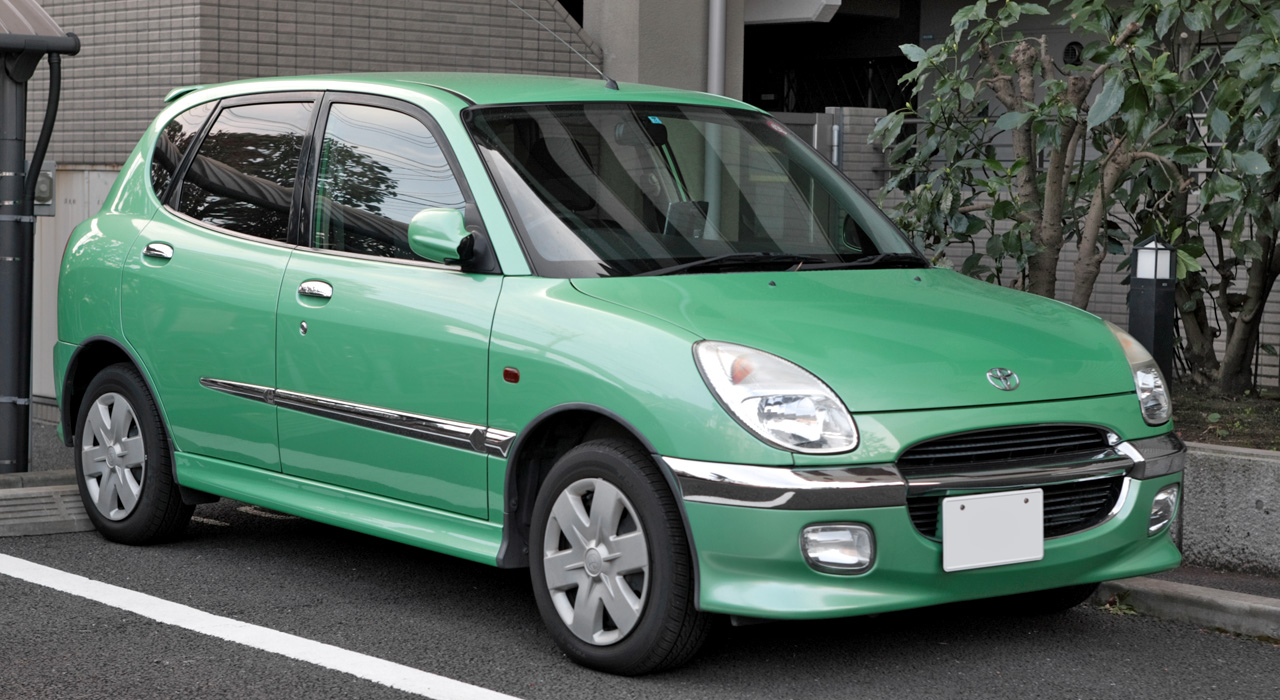
Duet 1.3 V Sports Package (M101A; Япония)
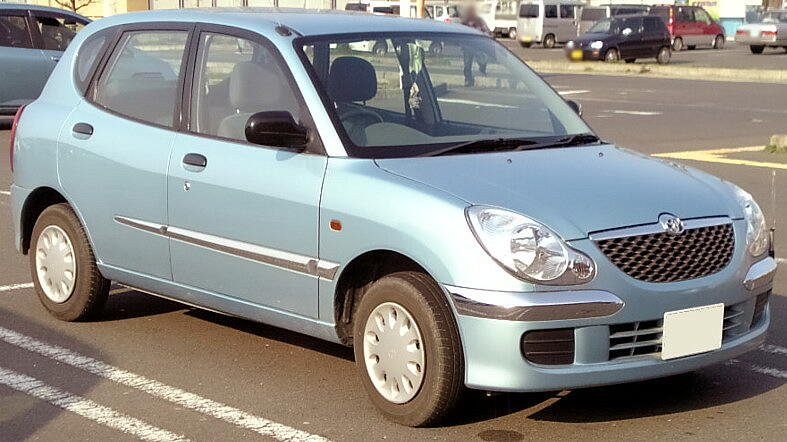
Duet 1.0 V (M100A; Япония)